# Borca di Cadore
Borca di Cadore (Bórcia in ladino) è un comune italiano di 807 abitanti della provincia di Belluno in Veneto.

## Storia
Il toponimo deriverebbe dal latino bifurca, cioè "biforcazione di strade". 

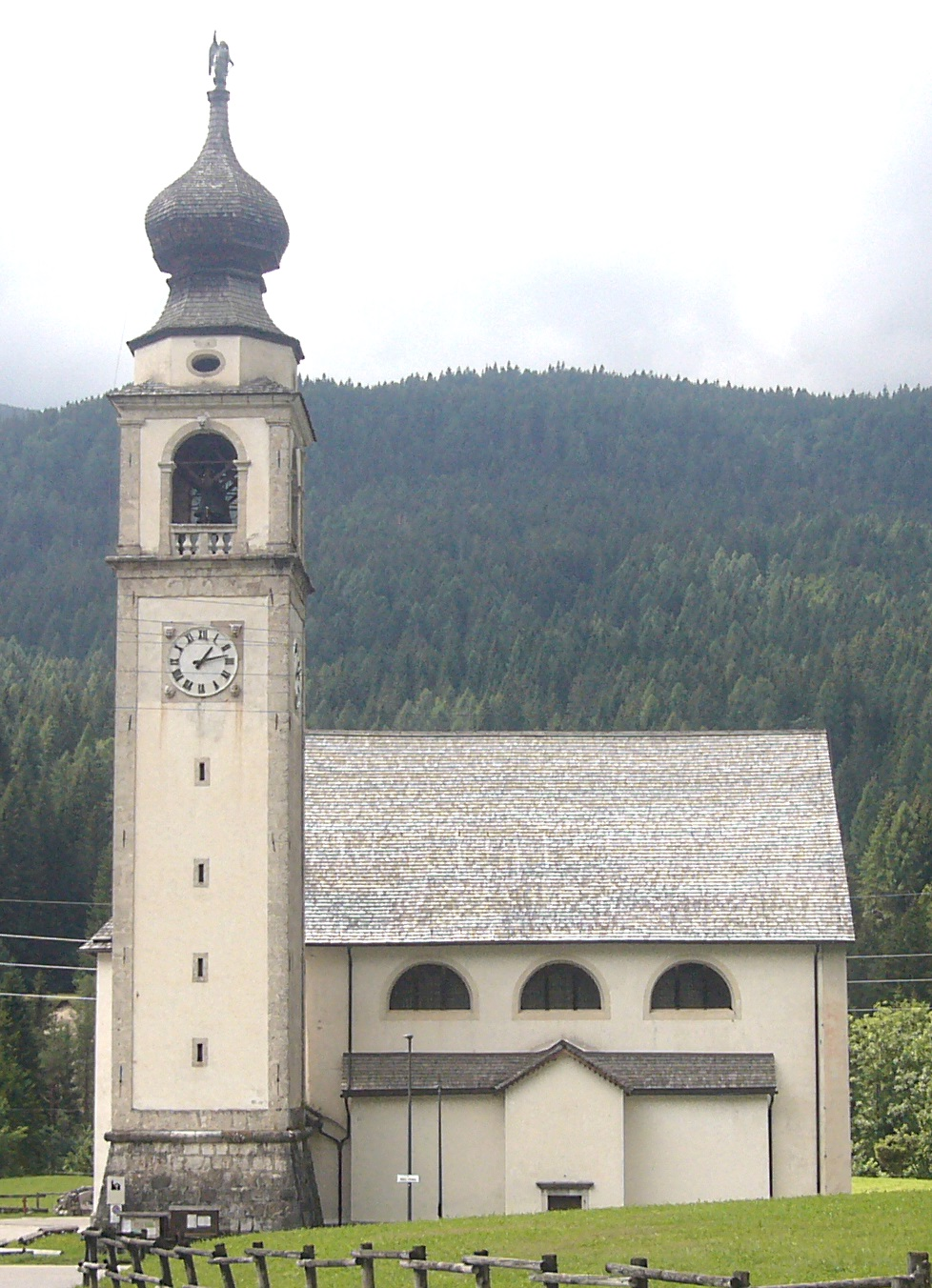
La chiesa parrocchiale dei SS. Simone e Giuda

Il nucleo è ai piedi del maestoso monte Antelao e viene citato in un antico documento del 1331 in cui si riferisce che il paese donava alle monache del Cadore l'olio per i lumi delle chiese dei sancti Nicolay de Vale de Hospitale, ite ecclesie sancti Floriani, item ecclesie sancti Viti, item ecclesie sancti Simonis de Bevorcha. Il nome Borca viene citato per la prima volta in un documento di scambio di beni datato 11 dicembre 1240. La chiesa di San Simone a Borca (attualmente dei Santi Simone e Taddeo) è citata anche nel 1570 e nel 1604 quando il patriarca di Aquileia, Ermolao Barbaro, la visitò. Venne semidistrutta nel 1737 a causa di un'imponente frana. La chiesa conserva l'organo del 1791 costruito da Gaetano Callido, il più famoso costruttore di organi dell'epoca; l'organo è stato recentemente restaurato ed è ancora utilizzato per concerti.

## Società

### Evoluzione demografica
Abitanti censiti

## Geografia antropica

### Frazioni

#### Villanova (Vilanuóa)
Piccola frazione situata sulla riva destra del Boite, sotto le pendici del monte Pelmo e delle Rocchette.
È sorta sulle rovine dell'antico centro abitato di Taulèn, distrutto nel secolo XVIII da una poderosa frana caduta dal monte Antelao, posto sulla riva opposta del Boite.
Attualmente, la frazione è un tranquillo e grazioso centro di villeggiatura.

#### Cancia di Cadore (Cianžia)
Si trova a sinistra del Boite sotto le pendici del monte Antelao.
La notte del 18 luglio 2009 una colata detritica della portata di cinquantamila metri cubi di acqua e ghiaia, superiore alla capacità dell'invaso costruito poco più a monte di Cancia, in seguito a giorni di pioggia intensa, scende dal monte Antelao e travolge la frazione causando la morte di due persone. Il resto del paese non viene toccato.
Nel 2013, la Regione Veneto ha deciso di dotare il Comune di Borca di Cadore di un sistema di monitoraggio e allarme per incrementare la sicurezza delle persone nel territorio interessato dal fenomeno accaduto a luglio 2009. Ha così affidato a CAE S.p.A., azienda che si è aggiudicata la gara indetta dalla Provincia di Belluno, il compito di realizzare ed installare le postazioni di rilevamento per il monitoraggio delle condizioni meteorologiche e riscontrare l'eventuale innesco della colata detritica.

#### Corte di Cadore (Corte)
Il villaggio Eni di Borca di Cadore è di un villaggio turistico, composto da un albergo, una chiesa moderna di notevole pregio architettonico, e da 250 villette, sparse nel bosco e quasi invisibili al turista; il centro è posto sulla riva sinistra del Boite alle pendici dell'Antelao, appena sopra Cancia.
Il villaggio nasce da un progetto di Enrico Mattei, fondatore dell'Eni, e fu realizzato tra il 1954 e il 1963 come un villaggio vacanze e colonia estiva per i dipendenti della società. Il nome ricorda Cortemaggiore, la località del Piacentino dove fu scoperto un giacimento di petrolio che ebbe un grande impatto mediatico. Nel 2001 Gualtiero Cualbu, titolare di un'agenzia immobiliare di Cagliari, lo rilevò, incaricando del lavoro lo stesso architetto che all'epoca aveva progettato il complesso, il novantaduenne Edoardo Gellner.
Già a suo tempo Gellner aveva criticato l'abusivismo edilizio che dilagava deturpando il paesaggio alpino, ideando così un insediamento che "sparisse alla vista": infatti, una volta cresciuti gli alberi che vi aveva fatto piantare, il villaggio appare letteralmente nascosto dal bosco. Inoltre gli alberi aiutano anche a stabilizzare il declivio su cui sorge il centro e a formare l'habitat per diverse specie.
Di notevole importanza architettonica la Chiesa di Nostra Signora del Cadore, costruita per la popolazione del villaggio.

## Amministrazione
| Periodo          | Periodo          | Primo cittadino     | Partito                        | Carica      | Note   |
| ---------------- | ---------------- | ------------------- | ------------------------------ | ----------- | ------ |
| 1980             | 1985             | Giovanni Zanetti    |                                | Sindaco     |        |
| 26 giugno 1985   | 23 maggio 1990   | Amilcare Lunardelli | PCI                            | Sindaco     | [ 8 ]  |
| 23 maggio 1990   | 14 febbraio 1992 | Mario De Nard       | DC                             | Sindaco     | [ 9 ]  |
| 24 febbraio 1992 | 24 aprile 1995   | Gianpietro Sala     | DC                             | Sindaco     | [ 10 ] |
| 24 aprile 1995   | 19 agosto 1995   | Giovanni Zanetti    | Lista civica                   | Sindaco     | [ 11 ] |
| 19 agosto 1995   | 20 novembre 1995 | Rino Feltrin        | Lista civica                   | Vicesindaco | [ 12 ] |
| 20 novembre 1995 | 17 aprile 2000   | Sandro De Marchi    | Lista civica                   | Sindaco     | [ 13 ] |
| 17 aprile 2000   | 5 aprile 2005    | Sandro De Marchi    | Lista civica                   | Sindaco     | [ 14 ] |
| 5 aprile 2005    | 30 marzo 2010    | Massimo De Luca     | Lista civica La sveglia        | Sindaco     | [ 15 ] |
| 30 marzo 2010    | in carica        | Bortolo Sala        | Lista civica Insieme per Borca | Sindaco     | [ 16 ] |

### Altre informazioni amministrative
La denominazione del comune fino al 1941 era Borca.

### Altre informazioni turistiche

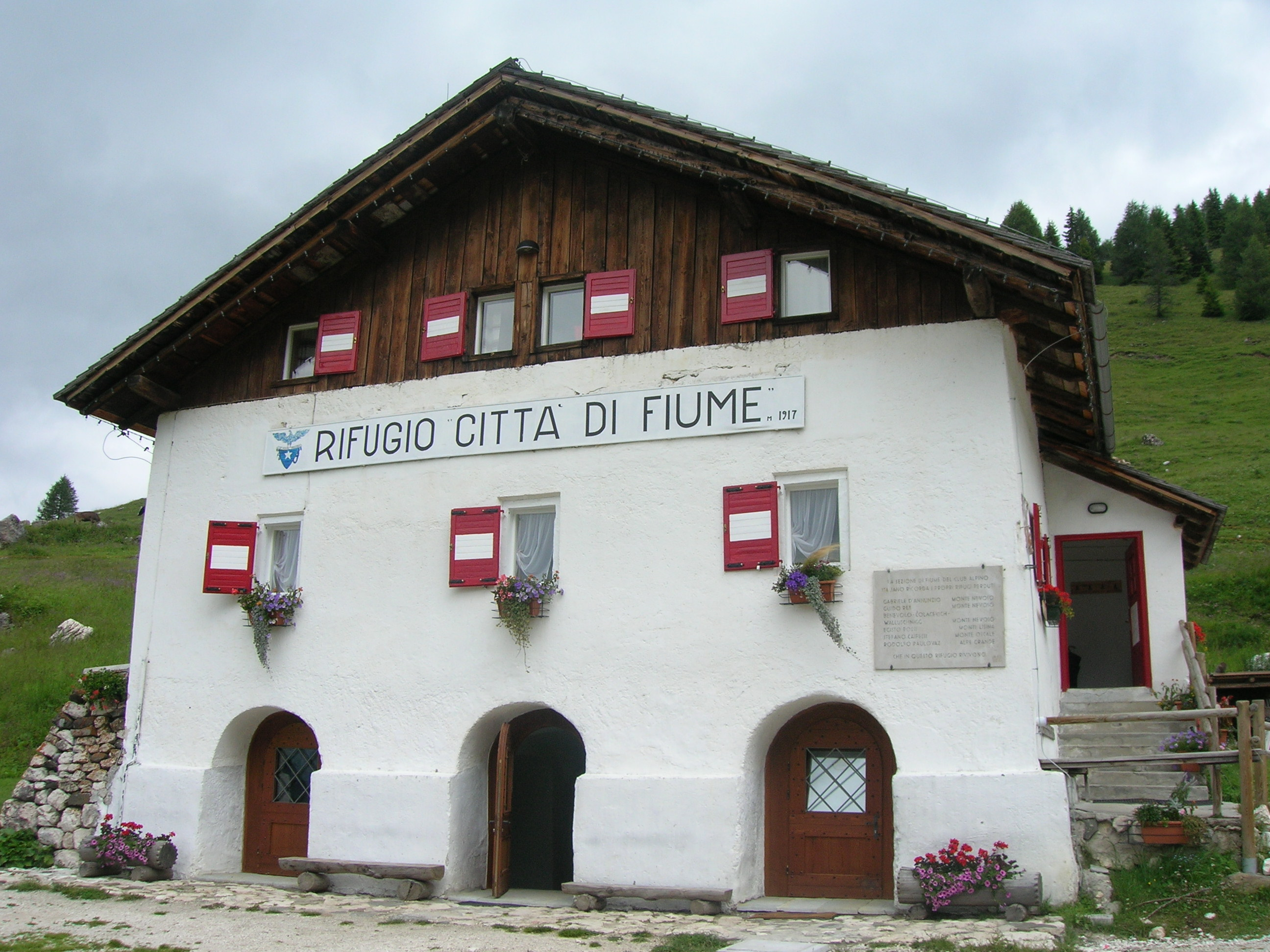
Il Rifugio Città di Fiume

- Il Regno Di Thor, parco privato per l'arte della falconeria
- Parrocchia dei Santi Simone e Taddeo di Borca di Cadore
- Happy Park

### Rifugi e Malghe
- Rifugio Città di Fiume
- Malga Staulanza[18]

## Infrastrutture e trasporti
La fermata di Borca di Cadore sorgeva lungo la ferrovia delle Dolomiti, attiva in questa tratta fra il 1921 e il 1964.